# Blysmus compressus
Espèce
Classification phylogénétique
Statut de conservation UICN

 LC  : Préoccupation mineure
Blysmus compressus, de noms communs Blysme comprimé, Scirpe comprimé, Scirpe à épillets comprimés ou Souchet comprimé, est une espèce de plantes à fleurs du genre Blysmus et de la famille des Cyperaceae. C'est une plante vivace originaire d'Eurasie.

## Étymologie
Du grec cheveu et je porte. Les houppes terminant la tige fructifère sont fines comme des cheveux.

## Description

### Appareil végétatif
Le souchet comprimé mesure de 10 à 30 cm. C'est une plante glabre, à souche rampante-stolonifère ; les tiges sont arrondies et comprimées, trigones au sommet, lisses et feuillées ; les feuilles larges de 2-3 mm, un peu canaliculées, sont à peine rudes aux bords.

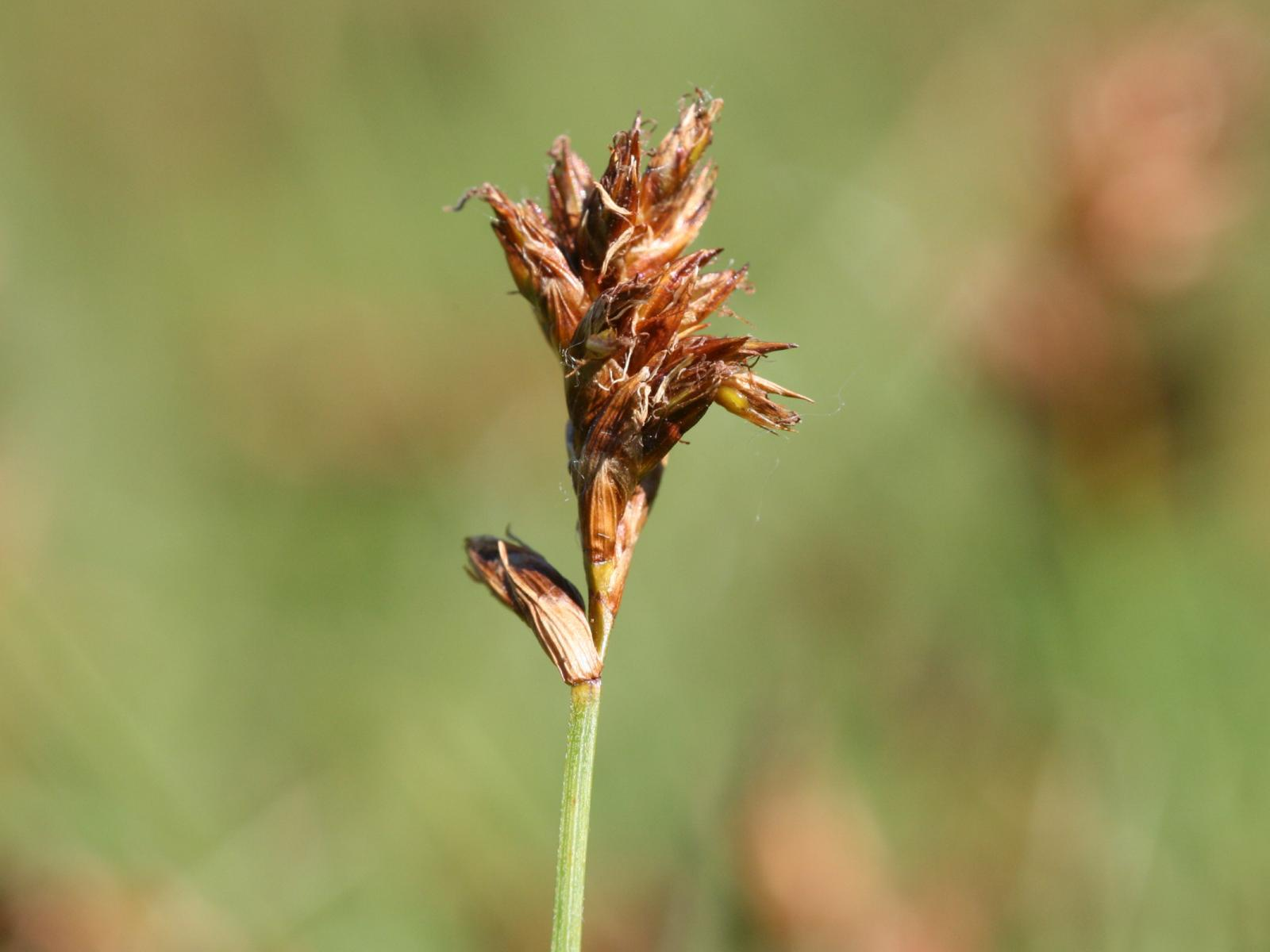
épi

### Appareil reproducteur
Les épillets, roussâtres, longs de 5 à 7 mm, sont pauciflores, nombreux et sessiles, en épi terminal, oblong, distique, comprimé, dépassé ou non par une bractée ; les écailles sont mucronées, à plusieurs nervures. Il y a deux stigmates, et trois à six soies scabres, deux fois plus longues que l'akène ovoïde-comprimé mucroné.
La floraison a lieu de mai à août.

## Habitat
C’est une plante assez commune des pelouses humides et des sources. Elle pousse jusqu'à une altitude de 2 600 mètres.

## Répartition
Cette plante est originaire d'Eurasie.

## Synonymes
- Aplostemon compressus (L.) Raf., 1819
- Blysmus compressus var. aristatus Chatenier ex Rouy, 1912
- Blysmus distichus Friche-Joset & Montandon, 1856
- Carex uliginosa L., 1753
- Cyperus compressus (L.) Missbach & E.H.L.Krause, 1900
- Cyperus horizontalis Salisb., 1796
- Nemochloa compressa (L.) Beetle
- Schoenus compressus L., 1753
- Scirpus cariciformis Vest, 1805
- Scirpus caricinus Schrad., 1806
- Scirpus caricis Retz., 1779
- Scirpus compressus (L.) Borkh., 1796
- Scirpus compressus (L.) Pers., 1805
- Scirpus distichus Peterm., 1844
- Scirpus planifolius Grimm, 1767[5]

## Liste des variétés et sous-espèces
Selon Tropicos (19 mai 2020) :
- sous-espèce Blysmus compressus subsp. brevifolius (Decne.) Kukkonen
- sous-espèce Blysmus compressus subsp. compressus
- sous-espèce Blysmus compressus subsp. subulifolius A.P. Khokhr.
- variété Blysmus compressus var. brevifolius (Decne.) Karthik.
- variété Blysmus compressus var. compressus
- variété Blysmus compressus var. dissitus (C.B. Clarke) Karthik.
- variété Blysmus compressus var. sikkimensis (C.B. Clarke) Karthik.